# Eneodes hirsuta
Eneodes hirsuta är en skalbaggsart som beskrevs av Fisher 1926. Eneodes hirsuta ingår i släktet Eneodes och familjen långhorningar.
Artens utbredningsområde är Kuba. Inga underarter finns listade i Catalogue of Life.